# Copa América 2015
De Copa América 2015 was de 44ste editie van de Copa América, een Zuid-Amerikaans voetbaltoernooi dat wordt georganiseerd door de continentale voetbalconfederatie CONMEBOL. Het evenement vond plaats in Chili. Het Chileens voetbalelftal won het toernooi voor het eerst in zijn geschiedenis en kwalificeerde zich zo meteen voor de FIFA Confederations Cup 2017. Titelverdediger Uruguay werd in de kwartfinale door het gastland uitgeschakeld.

## Keuze van het organiserende land

Deelnemende landen

De CONMEBOL besloot tijdens een bijeenkomst op 28 april 2011 dat Brazilië als gastheer zou fungeren. Oorspronkelijk was het land ook vanwege de regels omtrent het rouleren van het gastheerschap als organisator beoogd. Omdat het land echter de FIFA Confederations Cup 2013, het wereldkampioenschap voetbal 2014 en de Olympische Zomerspelen 2016 toegewezen kreeg, wilde Brazilië het toernooi niet meer organiseren. Nicolás Leoz, de president van CONMEBOL, suggereerde Mexico als organisator, hoewel dit land geen lid is van de CONMEBOL. Ondertussen overlegden Chili en Brazilië over een wissel, zodat Chili in 2015 de organisatie op zich zou nemen en Brazilië in 2019. Bolivia werd door president Evo Morales opgeworpen als kandidaat. In maart 2012 werd de organisatie aan Chili toegewezen.

## Deelnemende landen
Onderstaande tabel geeft alle deelnemers aan deze editie weer.
| Uruguay                 | Argentinië | Bolivia | Brazilië |
| Chili                   | Colombia   | Ecuador | Paraguay |
| Peru                    | Venezuela  |         |          |
| Uitgenodigde landen (2) |            |         |          |
| Jamaica                 | Mexico     |         |          |

## Speelsteden
Er werden negen stadions toegewezen in acht speelsteden.
| Antofagasta                                        | Copa América 2015 Speelsteden en stadions                                             | Viña del Mar                                         |
| -------------------------------------------------- | ------------------------------------------------------------------------------------- | ---------------------------------------------------- |
| Estadio Regional de Antofagasta Capaciteit: 21.178 | Copa América 2015 Speelsteden en stadions                                             | Estadio Sausalito Capaciteit: 25.000                 |
| Valparaíso                                         | · Antofagasta Viña del Mar · Valparaíso Rancagua Santiago Concepción La Serena Temuco | Rancagua                                             |
| Estadio Elías Figueroa Brander Capaciteit: 23.000  | · Antofagasta Viña del Mar · Valparaíso Rancagua Santiago Concepción La Serena Temuco | Estadio El Teniente Capaciteit: 15.252               |
| Santiago                                           | · Antofagasta Viña del Mar · Valparaíso Rancagua Santiago Concepción La Serena Temuco | Santiago                                             |
| Estadio Nacional Capaciteit: 48.665                | · Antofagasta Viña del Mar · Valparaíso Rancagua Santiago Concepción La Serena Temuco | Estadio Monumental David Arellano Capaciteit: 47.347 |
| Concepción                                         | Temuco                                                                                | La Serena                                            |
| Estadio Municipal de Concepción Capaciteit: 33.000 | Estadio Municipal Germán Becker Capaciteit: 18.125                                    | Estadio La Portada Capaciteit: 18.268                |

## Loting
De loting vond plaats op 27 oktober 2014 in Viña del Mar.
| Pot 1 (groepshoofd)       | Pot 2                   | Pot 3                 | Pot 4                     |
| ------------------------- | ----------------------- | --------------------- | ------------------------- |
| Chili Brazilië Argentinië | Colombia Uruguay Mexico | Ecuador Peru Paraguay | Venezuela Bolivia Jamaica |

## Scheidsrechters
De organisatie nodigde in totaal 14 scheidsrechters uit voor 26 duels. Tussen haakjes staat het aantal gefloten duels tijdens de Copa América 2015.

## Groepsfase

### Groep A
| Land    | Wed | Win | Gel | Ver | DV | DT | +/− | Pnt |
| ------- | --- | --- | --- | --- | -- | -- | --- | --- |
| Chili   | 3   | 2   | 1   | 0   | 10 | 3  | +7  | 7   |
| Bolivia | 3   | 1   | 1   | 1   | 3  | 7  | –4  | 4   |
| Ecuador | 3   | 1   | 0   | 2   | 4  | 6  | –2  | 3   |
| Mexico  | 3   | 0   | 2   | 1   | 4  | 5  | –1  | 2   |

|                                             |                                                  |       |         |                                                                               |
| 11 juni 2015 «onderlinge duels» 20:30 UTC−3 | Chili                                            | 2 – 0 | Ecuador | Estadio Nacional, Santiago Toeschouwers: 46.000 Scheidsrechter: Néstor Pitana |
| 11 juni 2015 «onderlinge duels» 20:30 UTC−3 | Vidal 67' (pen.) Vargas 84' Fernández 74', 90+2' |       |         | Estadio Nacional, Santiago Toeschouwers: 46.000 Scheidsrechter: Néstor Pitana |

|                                             |        |       |         |                                                                                      |
| 12 juni 2015 «onderlinge duels» 20:30 UTC−3 | Mexico | 0 – 0 | Bolivia | Estadio Sausalito, Viña del Mar Toeschouwers: 14.987 Scheidsrechter: Enrique Cáceres |
| 12 juni 2015 «onderlinge duels» 20:30 UTC−3 |        |       |         | Estadio Sausalito, Viña del Mar Toeschouwers: 14.987 Scheidsrechter: Enrique Cáceres |

|                                             |                          |       |                                                  |                                                                                             |
| 15 juni 2015 «onderlinge duels» 18:00 UTC−3 | Ecuador                  | 2 – 3 | Bolivia                                          | Estadio Elías Figueroa Brander, Valparaíso Toeschouwers: 5.982 Scheidsrechter: Joel Aguilar |
| 15 juni 2015 «onderlinge duels» 18:00 UTC−3 | Valencia 48' Bolaños 81' |       | 5' Raldes 17' Smedberg-Dolance 43' (pen.) Moreno | Estadio Elías Figueroa Brander, Valparaíso Toeschouwers: 5.982 Scheidsrechter: Joel Aguilar |

|                                             |                                  |       |                            |                                                                                 |
| 15 juni 2015 «onderlinge duels» 20:30 UTC−3 | Chili                            | 3 – 3 | Mexico                     | Estadio Nacional, Santiago Toeschouwers: 45.583 Scheidsrechter: Víctor Carrillo |
| 15 juni 2015 «onderlinge duels» 20:30 UTC−3 | Vidal 22', 55' (pen.) Vargas 42' |       | 21', 66' Vuoso 29' Jiménez | Estadio Nacional, Santiago Toeschouwers: 45.583 Scheidsrechter: Víctor Carrillo |

|                                             |                    |       |                          |                                                                                |
| 19 juni 2015 «onderlinge duels» 18:00 UTC−3 | Mexico             | 1 – 2 | Ecuador                  | Estadio El Teniente, Rancagua Toeschouwers: 11.051 Scheidsrechter: José Argote |
| 19 juni 2015 «onderlinge duels» 18:00 UTC−3 | Jiménez 63' (pen.) |       | 25' Bolaños 57' Valencia | Estadio El Teniente, Rancagua Toeschouwers: 11.051 Scheidsrechter: José Argote |

|                                             |                                                          |       |         |                                                                              |
| 19 juni 2015 «onderlinge duels» 20:30 UTC−3 | Chili                                                    | 5 – 0 | Bolivia | Estadio Nacional, Santiago Toeschouwers: 45.601 Scheidsrechter: Andrés Cunha |
| 19 juni 2015 «onderlinge duels» 20:30 UTC−3 | Aránguiz 2', 65' Sánchez 36' Medel 78' Raldes 85' (e.d.) |       |         | Estadio Nacional, Santiago Toeschouwers: 45.601 Scheidsrechter: Andrés Cunha |

### Groep B
| Land       | Wed | Win | Gel | Ver | DV | DT | +/− | Pnt |
| ---------- | --- | --- | --- | --- | -- | -- | --- | --- |
| Argentinië | 3   | 2   | 1   | 0   | 4  | 2  | +2  | 7   |
| Paraguay   | 3   | 1   | 2   | 0   | 4  | 3  | +1  | 5   |
| Uruguay    | 3   | 1   | 1   | 1   | 2  | 2  | 0   | 4   |
| Jamaica    | 3   | 0   | 0   | 3   | 0  | 3  | –3  | 0   |

|                                             |               |       |         |                                                                               |
| 13 juni 2015 «onderlinge duels» 16:00 UTC−3 | Uruguay       | 1 – 0 | Jamaica | Estadio Regional, Antofagasta Toeschouwers: 8.653 Scheidsrechter: José Argote |
| 13 juni 2015 «onderlinge duels» 16:00 UTC−3 | Rodríguez 52' |       |         | Estadio Regional, Antofagasta Toeschouwers: 8.653 Scheidsrechter: José Argote |

|                                             |                             |       |                        |                                                                                  |
| 13 juni 2015 «onderlinge duels» 18:30 UTC−3 | Argentinië                  | 2 – 2 | Paraguay               | Estadio La Portada, La Serena Toeschouwers: 16.281 Scheidsrechter: Wilmar Roldán |
| 13 juni 2015 «onderlinge duels» 18:30 UTC−3 | Agüero 29' Messi 36' (pen.) |       | 60' Valdez 90' Barrios | Estadio La Portada, La Serena Toeschouwers: 16.281 Scheidsrechter: Wilmar Roldán |

|                                             |             |       |         |                                                                               |
| 16 juni 2015 «onderlinge duels» 18:00 UTC−3 | Paraguay    | 1 – 0 | Jamaica | Estadio Regional, Antofagasta Toeschouwers: 6.099 Scheidsrechter: Carlos Vera |
| 16 juni 2015 «onderlinge duels» 18:00 UTC−3 | Benítez 35' |       |         | Estadio Regional, Antofagasta Toeschouwers: 6.099 Scheidsrechter: Carlos Vera |

|                                             |            |       |         |                                                                                 |
| 16 juni 2015 «onderlinge duels» 20:30 UTC−3 | Argentinië | 1 – 0 | Uruguay | Estadio La Portada, La Serena Toeschouwers: 17.014 Scheidsrechter: Sandro Ricci |
| 16 juni 2015 «onderlinge duels» 20:30 UTC−3 | Agüero 56' |       |         | Estadio La Portada, La Serena Toeschouwers: 17.014 Scheidsrechter: Sandro Ricci |

|                                             |             |       |             |                                                                                   |
| 20 juni 2015 «onderlinge duels» 16:00 UTC−3 | Uruguay     | 1 – 1 | Paraguay    | Estadio La Portada, La Serena Toeschouwers: 16.021 Scheidsrechter: Roberto García |
| 20 juni 2015 «onderlinge duels» 16:00 UTC−3 | Giménez 29' |       | 44' Barrios | Estadio La Portada, La Serena Toeschouwers: 16.021 Scheidsrechter: Roberto García |

|                                             |             |       |         |                                                                                     |
| 20 juni 2015 «onderlinge duels» 18:30 UTC−3 | Argentinië  | 1 – 0 | Jamaica | Estadio Sausalito, Viña del Mar Toeschouwers: 21.083 Scheidsrechter: Julio Bascuñán |
| 20 juni 2015 «onderlinge duels» 18:30 UTC−3 | Higuaín 11' |       |         | Estadio Sausalito, Viña del Mar Toeschouwers: 21.083 Scheidsrechter: Julio Bascuñán |

### Groep C
| Land      | Wed | Win | Gel | Ver | DV | DT | +/− | Pnt |
| --------- | --- | --- | --- | --- | -- | -- | --- | --- |
| Brazilië  | 3   | 2   | 0   | 1   | 4  | 3  | +1  | 6   |
| Peru      | 3   | 1   | 1   | 1   | 2  | 2  | 0   | 4   |
| Colombia  | 3   | 1   | 1   | 1   | 1  | 1  | 0   | 4   |
| Venezuela | 3   | 1   | 0   | 2   | 2  | 3  | –1  | 3   |

|                                             |          |            |           |                                                                                 |
| 14 juni 2015 «onderlinge duels» 16:00 UTC−3 | Colombia | 0 – 1      | Venezuela | Estadio El Teniente, Rancagua Toeschouwers: 12.387 Scheidsrechter: Andrés Cunha |
| 14 juni 2015 «onderlinge duels» 16:00 UTC−3 |          | 60' Rondón |           | Estadio El Teniente, Rancagua Toeschouwers: 12.387 Scheidsrechter: Andrés Cunha |

|                                             |                       |       |          | |
| 14 juni 2015 «onderlinge duels» 18:30 UTC−3 | Brazilië              | 2 – 1 | Peru     | Estadio Municipal Germán Becker, Temuco Toeschouwers: 16.342 Scheidsrechter: Roberto García Orozco |
| 14 juni 2015 «onderlinge duels» 18:30 UTC−3 | Neymar 5' Costa 90+2' |       | 3' Cueva | Estadio Municipal Germán Becker, Temuco Toeschouwers: 16.342 Scheidsrechter: Roberto García Orozco |

|                                             |                   |       |                         |                                                                                                |
| 17 juni 2015 «onderlinge duels» 20:30 UTC−3 | Brazilië          | 0 – 1 | Colombia                | Estadio Monumental David Arellano, Santiago Toeschouwers: 44.008 Scheidsrechter: Enrique Osses |
| 17 juni 2015 «onderlinge duels» 20:30 UTC−3 | Neymar 45', 90+6' |       | 36' Murillo 90+6' Bacca | Estadio Monumental David Arellano, Santiago Toeschouwers: 44.008 Scheidsrechter: Enrique Osses |

|                                             |             |       |                |                                                                                             |
| 18 juni 2015 «onderlinge duels» 20:30 UTC−3 | Peru        | 1 – 0 | Venezuela      | Estadio Elías Figueroa Brander, Valparaíso Toeschouwers: 15.542 Scheidsrechter: Raúl Orosco |
| 18 juni 2015 «onderlinge duels» 20:30 UTC−3 | Pizarro 72' |       | 30' Amorebieta | Estadio Elías Figueroa Brander, Valparaíso Toeschouwers: 15.542 Scheidsrechter: Raúl Orosco |

|                                             |          |       |      |                                                                                            |
| 21 juni 2015 «onderlinge duels» 16:00 UTC−3 | Colombia | 0 – 0 | Peru | Estadio Municipal Germán Becker, Temuco Toeschouwers: 17.332 Scheidsrechter: Néstor Pitana |
| 21 juni 2015 «onderlinge duels» 16:00 UTC−3 |          |       |      | Estadio Municipal Germán Becker, Temuco Toeschouwers: 17.332 Scheidsrechter: Néstor Pitana |

|                                             |                      |       |           |                                                                                                  |
| 21 juni 2015 «onderlinge duels» 18:30 UTC−3 | Brazilië             | 2 – 1 | Venezuela | Estadio Monumental David Arellano, Santiago Toeschouwers: 33.284 Scheidsrechter: Enrique Cáceres |
| 21 juni 2015 «onderlinge duels» 18:30 UTC−3 | Silva 9' Firmino 51' |       | 86' Miku  | Estadio Monumental David Arellano, Santiago Toeschouwers: 33.284 Scheidsrechter: Enrique Cáceres |

### Nummers drie
| Grp | Team     | Pld | G | G | V | DV | DT | DS | Pnt |
| --- | -------- | --- | - | - | - | -- | -- | -- | --- |
| B   | Uruguay  | 3   | 1 | 1 | 1 | 2  | 2  | 0  | 4   |
| C   | Colombia | 3   | 1 | 1 | 1 | 1  | 1  | 0  | 4   |
| A   | Ecuador  | 3   | 1 | 0 | 2 | 4  | 6  | –2 | 3   |

## Knock-outfase
|  | kwartfinale            | kwartfinale          |                    |       | halve finale        | halve finale        |   |  | finale | finale |
|  |                        |                      |                    |       |                     |                     |   |  |        |        |
|  | 24 juni – Santiago     |                      |                    |       |                     |                     |   |  |        |        |
|  |                        |                      |                    |       |                     |                     |   |  |        |        |
|  | Chili                  | 1                    |                    |       |                     |                     |   |  |        |        |
|  | Chili                  | 1                    | 29 juni – Santiago |       |                     |                     |   |  |        |        |
|  | Uruguay                | 0                    |                    |       |                     |                     |   |  |        |        |
|  | Uruguay                | 0                    | Chili              | 2     |                     |                     |   |  |        |        |
|  | 25 juni – Temuco       |                      | Chili              | 2     |                     |                     |   |  |        |        |
|  |                        | Peru                 | 1                  |       |                     |                     |   |  |        |        |
|  | Bolivia                | Peru                 | 1                  | 1     |                     |                     |   |  |        |        |
|  | Bolivia                |                      | 4 juli – Santiago  | 1     |                     |                     |   |  |        |        |
|  | Peru                   | 3                    |                    |       |                     |                     |   |  |        |        |
|  | Peru                   | 3                    | Chili              | 0 (4) |                     |                     |   |  |        |        |
|  | 26 juni – Viña del Mar |                      | Chili              | 0 (4) |                     |                     |   |  |        |        |
|  |                        | Argentinië           | 0 (1)              |       |                     |                     |   |  |        |        |
|  | Argentinië             | Argentinië           | 0 (1)              | 0 (5) |                     |                     |   |  |        |        |
|  | Argentinië             | 30 juni – Concepción |                    | 0 (5) |                     |                     |   |  |        |        |
|  | Colombia               | 0 (4)                |                    |       |                     |                     |   |  |        |        |
|  | Colombia               | 0 (4)                | Argentinië         | 6     | derde plaats        | derde plaats        |   |  |        |        |
|  | 27 juni – Concepción   |                      | Argentinië         | 6     | derde plaats        | derde plaats        |   |  |        |        |
|  |                        | Paraguay             | 1                  |       | 3 juli – Concepción | 3 juli – Concepción |   |  |        |        |
|  | Brazilië               | Paraguay             | 1                  | 1 (3) | 3 juli – Concepción | 3 juli – Concepción |   |  |        |        |
|  | Brazilië               |                      |                    |       |                     | Peru                | 2 |  |        |        |
|  | Paraguay               | 1 (4)                |                    |       |                     | Peru                | 2 |  |        |        |
|  | Paraguay               | 1 (4)                | Paraguay           | 0     |                     |                     |   |  |        |        |
|  |                        |                      | Paraguay           | 0     |                     |                     |   |  |        |        |

### Kwartfinales
|                                             |          |       |                                 |                                                                              |
| 24 juni 2015 «onderlinge duels» 20:30 UTC−3 | Chili    | 1 – 0 | Uruguay                         | Estadio Nacional, Santiago Toeschouwers: 45.304 Scheidsrechter: Sandro Ricci |
| 24 juni 2015 «onderlinge duels» 20:30 UTC−3 | Isla 81' |       | 29', 63' Cavani 40', 88' Fucile | Estadio Nacional, Santiago Toeschouwers: 45.304 Scheidsrechter: Sandro Ricci |

|                                             |                   |       |                        |                                                                                            |
| 25 juni 2015 «onderlinge duels» 20:30 UTC−3 | Bolivia           | 1 – 3 | Peru                   | Estadio Municipal Germán Becker, Temuco Toeschouwers: 16.872 Scheidsrechter: Wilmar Roldán |
| 25 juni 2015 «onderlinge duels» 20:30 UTC−3 | Moreno 83' (pen.) |       | 19', 22', 73' Guerrero | Estadio Municipal Germán Becker, Temuco Toeschouwers: 16.872 Scheidsrechter: Wilmar Roldán |

|                                             |                                              |       |                                                         |                                                                                     |
| 26 juni 2015 «onderlinge duels» 20:30 UTC−3 | Argentinië                                   | 0 – 0 | Colombia                                                | Estadio Sausalito, Viña del Mar Toeschouwers: 21.508 Scheidsrechter: Roberto García |
| 26 juni 2015 «onderlinge duels» 20:30 UTC−3 |                                              |       |                                                         | Estadio Sausalito, Viña del Mar Toeschouwers: 21.508 Scheidsrechter: Roberto García |
| 26 juni 2015 «onderlinge duels» 20:30 UTC−3 | Strafschoppen                                |       |                                                         | Estadio Sausalito, Viña del Mar Toeschouwers: 21.508 Scheidsrechter: Roberto García |
| 26 juni 2015 «onderlinge duels» 20:30 UTC−3 | Messi Garay Banega Lavezzi Biglia Rojo Tévez | 5 – 4 | Rodríguez Falcao Cuadrado Muriel Cardona Zúñiga Murillo | Estadio Sausalito, Viña del Mar Toeschouwers: 21.508 Scheidsrechter: Roberto García |

|                                             |                                            |       |                                                |                                                                                               |
| 27 juni 2015 «onderlinge duels» 20:30 UTC−3 | Brazilië                                   | 1 – 1 | Paraguay                                       | Estadio Municipal de Concepción, Concepción Toeschouwers: 29.276 Scheidsrechter: Andrés Cunha |
| 27 juni 2015 «onderlinge duels» 20:30 UTC−3 | Robinho 15'                                |       | 72' (pen.) González                            | Estadio Municipal de Concepción, Concepción Toeschouwers: 29.276 Scheidsrechter: Andrés Cunha |
| 27 juni 2015 «onderlinge duels» 20:30 UTC−3 | Strafschoppen                              |       |                                                | Estadio Municipal de Concepción, Concepción Toeschouwers: 29.276 Scheidsrechter: Andrés Cunha |
| 27 juni 2015 «onderlinge duels» 20:30 UTC−3 | Fernandinho Ribeiro Miranda Costa Coutinho | 3 – 4 | Martínez Cáceres Bobadilla Santa Cruz González | Estadio Municipal de Concepción, Concepción Toeschouwers: 29.276 Scheidsrechter: Andrés Cunha |

### Halve finales
|                                             |                 |       |                                   |                                                                             |
| 29 juni 2015 «onderlinge duels» 20:30 UTC−3 | Chili           | 2 – 1 | Peru                              | Estadio Nacional, Santiago Toeschouwers: 45.651 Scheidsrechter: José Argote |
| 29 juni 2015 «onderlinge duels» 20:30 UTC−3 | Vargas 42', 64' |       | 61' (e.d.) Medel 7', 21' Zambrano | Estadio Nacional, Santiago Toeschouwers: 45.651 Scheidsrechter: José Argote |

|                                             |                                                               |       |             |                                                                                               |
| 30 juni 2015 «onderlinge duels» 20:30 UTC−3 | Argentinië                                                    | 6 – 1 | Paraguay    | Estadio Municipal de Concepción, Concepción Toeschouwers: 29.205 Scheidsrechter: Sandro Ricci |
| 30 juni 2015 «onderlinge duels» 20:30 UTC−3 | Rojo 15' Pastore 27' Di María 47', 53' Agüero 80' Higuaín 83' |       | 43' Barrios | Estadio Municipal de Concepción, Concepción Toeschouwers: 29.205 Scheidsrechter: Sandro Ricci |

### Troostfinale
|                                            |                           |       |          |                                                                                              |
| 3 juli 2015 «onderlinge duels» 20:30 UTC−3 | Peru                      | 2 – 0 | Paraguay | Estadio Municipal de Concepción, Concepción Toeschouwers: 29.143 Scheidsrechter: Raúl Orosco |
| 3 juli 2015 «onderlinge duels» 20:30 UTC−3 | Carrillo 48' Guerrero 89' |       |          | Estadio Municipal de Concepción, Concepción Toeschouwers: 29.143 Scheidsrechter: Raúl Orosco |

### Finale
|                                            |                                  |       |                      |                                                                               |
| 4 juli 2015 «onderlinge duels» 17:00 UTC−3 | Chili                            | 0 – 0 | Argentinië           | Estadio Nacional, Santiago Toeschouwers: 45.693 Scheidsrechter: Wilmar Roldán |
| 4 juli 2015 «onderlinge duels» 17:00 UTC−3 |                                  |       |                      | Estadio Nacional, Santiago Toeschouwers: 45.693 Scheidsrechter: Wilmar Roldán |
| 4 juli 2015 «onderlinge duels» 17:00 UTC−3 | Strafschoppen                    |       |                      | Estadio Nacional, Santiago Toeschouwers: 45.693 Scheidsrechter: Wilmar Roldán |
| 4 juli 2015 «onderlinge duels» 17:00 UTC−3 | Fernández Vidal Aránguiz Sánchez | 4 – 1 | Messi Higuaín Banega | Estadio Nacional, Santiago Toeschouwers: 45.693 Scheidsrechter: Wilmar Roldán |

|                  |
| Vlag van Chili   |
| CHILI 1ste titel |

## Doelpuntenmakers
4 doelpunten
- José Paolo Guerrero
- Eduardo Vargas

3 doelpunten
- Sergio Agüero
- Arturo Vidal
- Lucas Barrios

2 doelpunten
- Ángel Di María
- Gonzalo Higuaín
- Marcelo Moreno
- Charles Aránguiz
- Miler Bolaños
- Enner Valencia
- Raúl Jiménez
- Vicente Matías Vuoso

1 doelpunt
- Lionel Messi
- Javier Pastore
- Marcos Rojo
- Ronald Raldes
- Martin Smedberg-Dalence
- Douglas Costa
- Neymar
- Roberto Firmino
- Robinho
- Thiago Silva
- Mauricio Isla
- Gary Medel
- Alexis Sánchez
- Jeison Murillo
- Édgar Benítez
- Derlis González
- Nelson Valdez
- André Carrillo
- Christian Cueva
- Claudio Pizarro
- José Giménez
- Cristian Rodríguez
- Miku
- José Salomón Rondón

Eigen doelpunt
- Ronald Raldes (tegen  Chili)
- Gary Medel (tegen  Peru)

1916 · 
1917 · 
1919 · 
1920 · 
1921 · 
1922 · 
1923 · 
1924 · 
1925 · 
1926 · 
1927 · 
1929 · 
1935 · 
1937 · 
1939 · 
1941 · 
1942 · 
1945 · 
1946 · 
1947 · 
1949 · 
1953 · 
1955 · 
1956 · 
1957 · 
1959 · 
1959 · 
1963 · 
1967 · 
1975 · 
1979 · 
1983 · 
1987 · 
1989 · 
1991 · 
1993 · 
1995 · 
1997 · 
1999 · 
2001 · 
2004 · 
2007 · 
2011 · 
2015 · 
2016 ·
2019 ·
2021 ·
2024